# Los Bermejales (Sevilla)

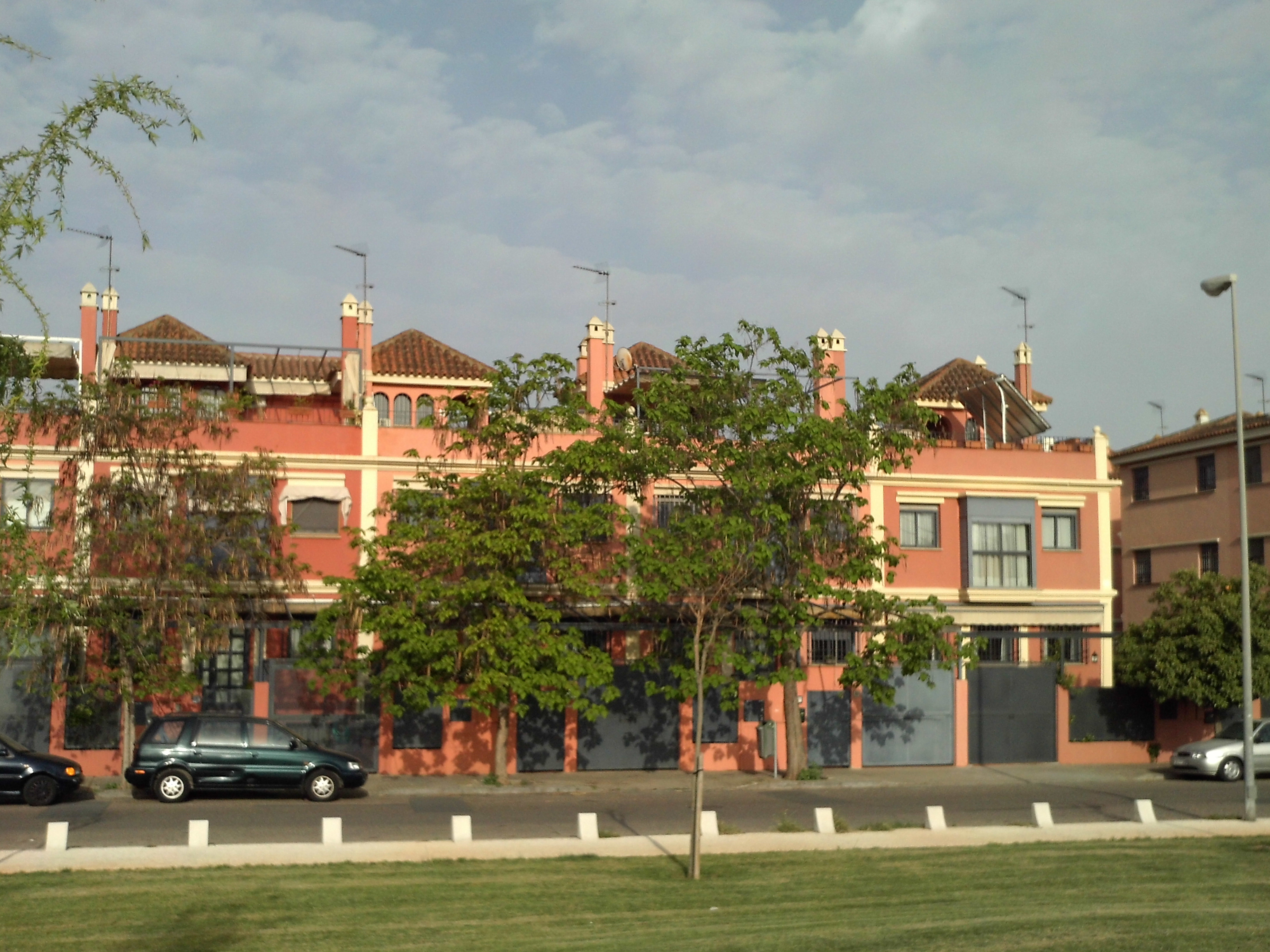
Chalets adosados de Los Bermejales desde el parque del antiguo cauce del Guadaíra.

Los Bermejales es un barrio situado al sur de Sevilla. Limita con los barrios de Elcano, Heliópolis, Pedro Salvador y Bellavista. Fue edificado en los años 90.

## Características
En la zona existe el antiguo Hospital Militar, que fue traspasado a la Junta de Andalucía por el Ministerio de Defensa en 2004. Se iniciaron unas obras para abrirlo y en la actualidad (2020) permanece abandonado tras la paralización de las obras en 2011.
En la zona se edificaron, en la década de los 90, alojamientos con materiales prefabricados para visitantes y agentes policiales con motivo de la Expo de Sevilla de 1992. En 1993, se le dio el uso de una residencia universitaria con capacidad para 800 estudiantes al estilo de calles con bungaló, que fue cerrada en 2013 debido a la crisis económica y la reducción de estudiantes foráneos. Posteriormente, fue derribada, dejando un solar de 40.000 metros cuadrados.
Se encuentra la Ciudad Deportiva del Betis. Está prevista la instalación de la sede de una escuela politécnica de la Universidad de Sevilla, que actualmente tiene su sede en el barrio de Los Remedios.
Hay instalaciones del Servicio de Actividades Deportivas de la Universidad de Sevilla (SADUS).
Las calles tienen nombres de países y ciudades de Europa.
Existe un parque periurbano llamado Parque de los Bermejales. Antes de ser un parque allí hubo un vertedero ilegal que fue acondicionado para ser un vivero para la Exposición Universal de 1992. Posteriormente, fue adaptado como parque. También se encuentra cercano al parque que hay sobre el antiguo cauce del Guadaíra.